# Pniewo (powiat gryficki)
Pniewo (niem. Pinnow) – wieś sołecka w Polsce położona w województwie zachodniopomorskim, w powiecie gryfickim, w gminie Płoty.
W miejscowości ma siedzibę jednostka Ochotniczej Straży Pożarnej włączona do krajowego systemu ratowniczo-gaśniczego.

## Historia
W 1874 roku Pinnow było wsią kapliczną z dwoma dobrami rycerskimi – lennem Pinnow A i C z koloniami Buchwald i Curtshagen (Pinnow A wymienione w Lehnbriefe 1479 roku), oraz Pinnow B.
Całość (bez kolonii) liczyła 40 budynków mieszkalnych, gdzie mieszkało 77 rodziny i 418 mieszkańców, oraz było 46 koni, 140 sztuk bydła i 1758 owiec.
W 1895 roku gmina Pinnow w powiecie Regenwalde Prowincji Pomorze z ziemiami Pinnow A i C (z koloniami) i Pinnow B liczyła 71 domy, gdzie mieszkało 553 mieszkańców (543 protestantów, 6 innych chrześcijan i 4 żyda) w 99 gospodarstwach domowych.
W 1905 roku – 63 domy, gdzie mieszkało 509 mieszkańców (500 protestantów i 9 innych chrześcijan) w 98 gospodarstwach domowych.
W 1925 roku gmina obejmowała, oprócz Buchwalda i Kurtshagena, także kolonii Lüssow i Charlottenhof.
W niej mieszkało 606 osób w 131 gospodarstwach domowych w 78 domach, w tym 517 protestantów i 8 katolików.
W 1933 roku w Pinnowe mieszkało 588 osób, a w 1939 – 606 osób.
W latach 1975–1998 miejscowość należała administracyjnie do województwa szczecińskiego.
W 2002 roku wieś (z przysiółkiem Lusowo i koloniami Kłodno i Pniewko) liczyła 56 mieszkalnych budynków, w nich 70 mieszkań ogółem, z nich 69 zamieszkane stale. Z 70 mieszkań zamieszkanych 5 mieszkań wybudowany przed 1918 rokom, 54 – między 1918 a 1944, 8 – między 1945 a 1970, 2 – między 1971 a 1978 i 1 – między 1979 a 1988.
Od 268 osób 76 było w wieku przedprodukcyjnym, 99 – w wieku produkcyjnym mobilnym, 42 – w wieku produkcyjnym niemobilnym, 51 – w wieku poprodukcyjnym. Od 211 osób w wieku 13 lat i więcej 7 mieli wykształcenie wyższe, 27 – średnie, 75 – zasadnicze zawodowe, 89 – podstawowe ukończone i 13 – podstawowe nieukończone lub bez wykształcenia.

## Ludność[2]
W 2011 roku w miejscowości żyło 257 osób, z nich 122 mężczyzn i 135 kobiet; 58 było w wieku przedprodukcyjnym, 103 – w wieku produkcyjnym mobilnym, 69 – w wieku produkcyjnym niemobilnym, 27 – w wieku poprodukcyjnym.

## Zabytki
- Kościół z czerwonej cegły, neogotycki z XIX w. na planie prostokąta, bez wieży. Obok dzwonnica belkowana[11].